# إلين فينتر
إلين فينتر (بالألمانية: Elaine Winter) هي متزلجة فنية ألمانية، ولدت في 31 ديسمبر 1895، وتوفيت في عقد 1930.

## وصلات خارجية
- إلين فينتر على موقع أوليمبيديا (الإنجليزية)